# السباخ (شبام)

'

تعديل مصدري - تعديل

السباخ هي إحدى قرى عزلة شبام بمديرية شبام التابعة لمحافظة حضرموت، بلغ تعداد سكانها 273 نسمة حسب تعداد اليمن لعام 2004.